# Compleat Angler Hotel

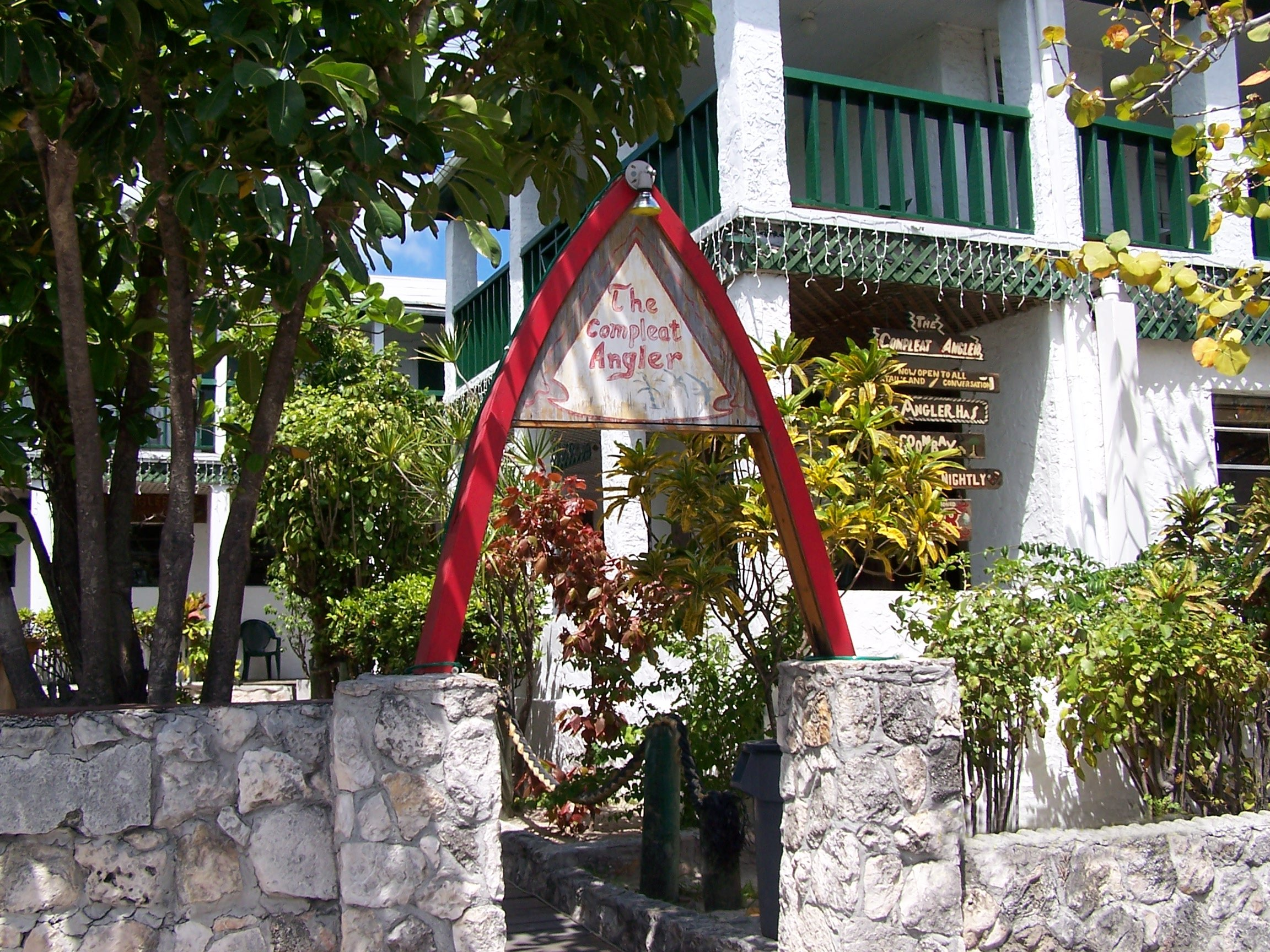
Eingang des Hotels (2005)

Das Compleat Angler Hotel war ein einfaches dreistöckiges Hotel auf North Bimini, Alice Town in den Bahamas. Es wurde 1935 von Henry und Helen Duncombe errichtet, nachdem ihr erstes Haus „The Dower House“ im November des Vorjahres durch ein Feuer zerstört wurde. Durch einen Hurrikan wurde das Haus 1936 beschädigt. Henry Duncombe war als Commissioner der führende Beamte auf der Insel während der Prohibition; er starb 1949 im Hause. Seine Frau führte das Hotel bis 1973 und verkaufte es dann an eine Familie Brown.
Bekannt wurde das Hotel durch den von 1935 bis 1937 dort regelmäßig gastierenden Ernest Hemingway, der hier an To Have and Have Not gearbeitet haben soll. Später wurde das Hotel zur Attraktion auf der Insel. Ein Raum wurde dem Schriftsteller gewidmet und zeigte Bilder von erfolgreichen Anglern und ihren Trophäen. Viele spätere Besucher folgten Hemingways Vorbild und spielten mit den Deckeln von Bierdosen Ringwerfen.
Weitere bekannte Gäste waren unter anderen Lucille Ball, Zane Grey, Gamal Abdel Nasser und Gary Hart, US-Senator aus Colorado, der seine Hoffnungen auf eine Nominierung als Präsidentschaftskandidat 1988 aufgeben musste, weil er in kompromittierender Weise zusammen mit Donna Rice Hughes in der Lounge fotografiert worden war.
Am 13. Januar 2006 wurde das Hotel durch ein Feuer zerstört. Bei der Rettung eines Gastes kam der Besitzer Julian Brown ums Leben.